# Valantsina Lemtsiuhova
Valantsina Piatrouna Lemtsiuhova (belarús: Валянціна Пятроўна Лемцюгова; Alakylä, 19 de desembre de 1935 - Minsk, 3 de març de 2018), fou una lingüista belarussa, doctora en ciències filològiques (1987) i professora (1993).

## Biografia
Va néixer en una família d'immigrants belarussos, que el 1933 van ser reclutats per fundar una granja col·lectiva a la Rússia soviètica a la frontera amb Finlàndia. El 1940, immediatament després de la mort del seu pare al front de la Guerra d'Hivern, va tornar a Mahiliou amb la seva mare.
El 1958 es va graduar a la Universitat Estatal de Belarús. Va treballar durant 3 anys com a professora d'idiomes belarús, alemany i rus a les escoles de Txabaí/Чабаі́  i de Dori/Доры al districte de Valojin (província de Minsk).
Des de 1961, va treballar a l'Institut de Lingüística de l'Acadèmia Nacional de Ciències de Belarús. Va ser presidenta de la comissió toponímica republicana de l'Acadèmia Nacional de Ciències de Belarús. Des de 1987 és la cap del departament de lexicologia i lexicografia.
Va participar en activitats científico-organitzadores, pedagògiques i públiques, inclosa com a membre de la Comissió Toponímica del Consell de Ministres de Belarús i la Comissió d'Onomàstica del Comitè internacional d'eslavistes. Va dirigir l'escola d'onomàstica a Belarús, fundada a la dècada de 1960 per Mikalai Birila. Va publicar articles a la premsa sobre l'estat i les perspectives de desenvolupament de la lingüística. Va promoure la toponímia belarussa, incloent un article a la Llei de noms geogràfics, segons el qual el nom s'ha de proporcionar primer en belarús, juntament amb la utilització de la tradicional grafia llatina belarussa.
Va morir el 3 de març de 2018.

## Recerca
Va investigar la llengua belarssa moderna, sobretot l'onomàstica. Té més de 200 treballs científics dedicats a la formació i el funcionament de la iconografia eslava oriental.
Autora de la monografia "Oiconímia (toponímia) belarussa" (1970), en la qual va estudiar el procés d'aparició i desenvolupament evolutiu dels noms belarussos dels municipis. La monografia pertany al tipus d'investigació regional. Explica l'origen de 4 mil icònims (topònims), analitza l'estructura semàntica i els mitjans de formació de paraules (topoformants). En aquesta obra s'analitzen detalladaments els oicònims (topònims) formats a partir de paraules generals (apèl·latius), de noms de rius i llacs (hidrònims), de noms propis (antropònims), es mostren els processos de contagi i evolució dels oicònims belarussos, i es revela l'essència de la informació continguda en ells. L'anàlisi permet conèixer el moment d'aparició dels oicònims, tendències d'èpoques anteriors, per mostrar la seva evolució i els canvis històrics.
L'estudi següent i més exhaustiu és la monografia «La toponímia eslava oriental d'origen apel·latiu» (1983), que posteriorment va esdevenir la base de la tesi doctoral. A la monografia s'estudien els noms dels municipis belarussos, russos i ucraïnesos. La principal font de material factual va ser la toponímia de «Llistes de llocs poblats de l'Imperi Rus» (44 volums, segona meitat del segle XIX — primera meitat del segle XX) i llistats similars publicats a Hrodna, Vílnius, Kíiv i altres ciutats. S'utilitzen àmpliament testimonis de l'escriptura antiga i medieval, cròniques, actes, registres, llibres fiscals i llibres commemoratius.
El 1980, va publicar el primer "Diccionari ucraïnès-belarús" en lexicografia belarussa i eslava, que conté registrat més de 30 mil paraules. Va ser el tercer diccionari eslau del belarús, després del «diccionari rus-belarús» (Moscou, 1953, en dos volums — Minsk, 1982) i del «diccionari polonès-belarús» (Varsòvia, 1962). El diccionari és diferencial: el seu registre inclou el lèxic principal i més utilitzat de la llengua literària ucraïnesa moderna, que es distingeix d'alguns dels seus equivalents belarussos pel significat (un o més), la posició de l'accent, la formació de paraules i el gènere gramatical. A més del lèxic literari, també conté moltes paraules de la llengua popular ucraïnesa viva, així com paraules necessàries per comprendre la literatura clàssica ucraïnesa.
Va ser coautora de diccionaris especialitzats. Amb la seva participació es van preparar obres fonamentals sobre filologia: "Gramàtica belarussa", "Lexicologia de la llengua belarussa moderna", «Atles lingüístic eslau comú», «Atles lèxic dels dialectes populars belarusssos» i altres. Coautora del diccionari normatiu «Noms dels municipis de la República de Belarús» en 6 volums, i del "Diccionari de la llengua de "Naixa Niva" en 5 volums (el primer d'ells va sortir el 2003).

## Publicacions
- Oiconímia (toponímia) belarussa (Беларуская айканімія) (1970)
- Diccionari ucraïnès-belarús (Украінска-беларускі слоўнік) (1980)
- Oiconímia (toponímia) eslava oriental d'origen apel·latiu (Восточнославянская ойконимия апеллятивного происхождения) (1983)
- Diccionari de dificultats de la llengua belarussa (Слоўнік цяжкасцей беларускай мовы) (1987, 2005; en coautoria)
- Governança en les llengües belarussa i russa (Кіраванне ў беларускай і рускай мовах) (1991)
- Diccionari breu de la llengua belarussa (Кароткі слоўнік беларускай мовы) (1994)
- Gramàtica belarussa (Беларуская граматыка) (vol. 1, 1985; en coautoria)
- Atles lèxic dels dialectes populars belarussos (Лексічны атлас беларускіх народных гаворак) (en 5 volums; vol. 1, 1995; en coautoria)
- Diccionari de la llengua de "Naixa Niva" (Слоўнік мовы «Нашай нівы») (1906—1915) (en 5 volums; vol. 1, 2003; vol. 2, 2007; en coautoria)
- Noms dels municipis de la República de Belarús (Назвы населеных пунктаў Рэспублікі Беларусь) (en 6 volums, 2003—2010; edició)
- Els toponímies expliquen (Тапонімы распавядаюць) (2008)